# Планкштадт
Планкштадт (нім. Plankstadt) — громада в Німеччині, знаходиться в землі Баден-Вюртемберг. Підпорядковується адміністративному округу Карлсруе. Входить до складу району Рейн-Неккар.
Площа — 8,39 км2. Населення становить 10 362 ос. (станом на 31 грудня 2020).